# Foday A. Jallow
Foday A. Jallow (* 22. Juli 1975) ist ein gambischer Politiker.

## Leben
| Parlamentswahl | Stimmen | Stimmanteil     |
| -------------- | ------- | --------------- |
| 2007           | 2.586   | 51,21 %         |
| 2012           | n/a     | ohne Konkurrenz |

Foday A. Jallow trat bei der Wahl zum Parlament 2007 als Kandidat der Alliance for Patriotic Reorientation and Construction (APRC) im Wahlkreis Niamina East in der Janjanbureh Administrative Area an. Mit 51,21 % konnte er den Wahlkreis vor den unabhängigen Kandidaten Ebrima L. S. Marenah für sich gewinnen. Zu den Wahlen zum Parlament 2012 trat Jallow im selben Wahlkreis erneut an. Da es von der Opposition keinen Gegenkandidaten gab, konnte er den Wahlkreis für sich gewinnen. Zu der Wahl zum Parlament 2017 trat Jallow nicht als Kandidat an.